# Hairism
 (décembre 2021).

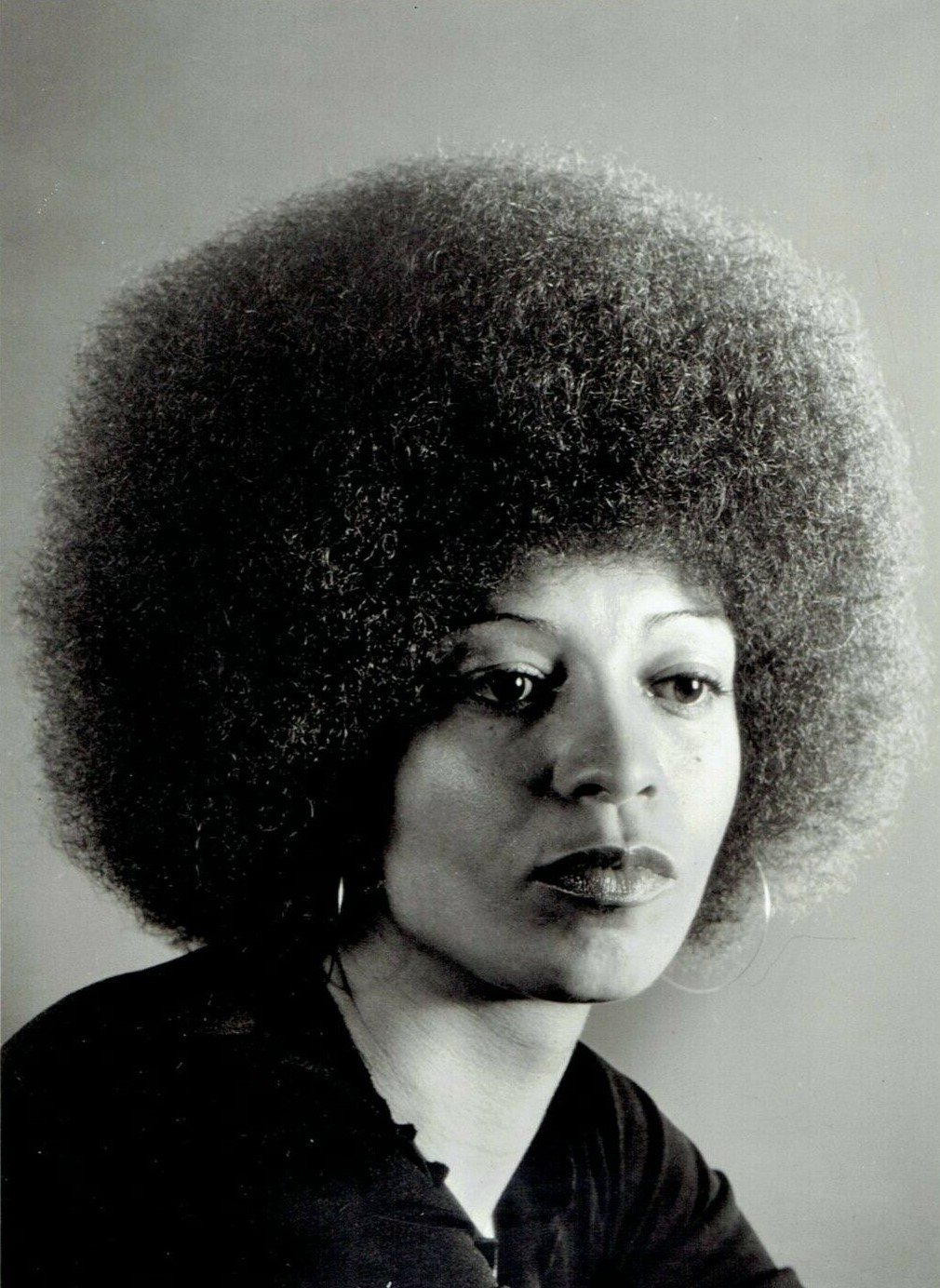
Angela Davis,1974

L'hairism est une forme de discrimination associée aux cheveux d'une personne, notamment subie par la communauté noire. La racine du terme associe le mot anglais « hair » qui signifie cheveux, à racism. Le terme apparait dans le Urban Dictionary pour la première fois en 2004, et s'utilise dans le vocabulaire universitaire depuis, à la suite des mouvements sociaux Black Lives Matter aux États-Unis.

## Situations de discrimination

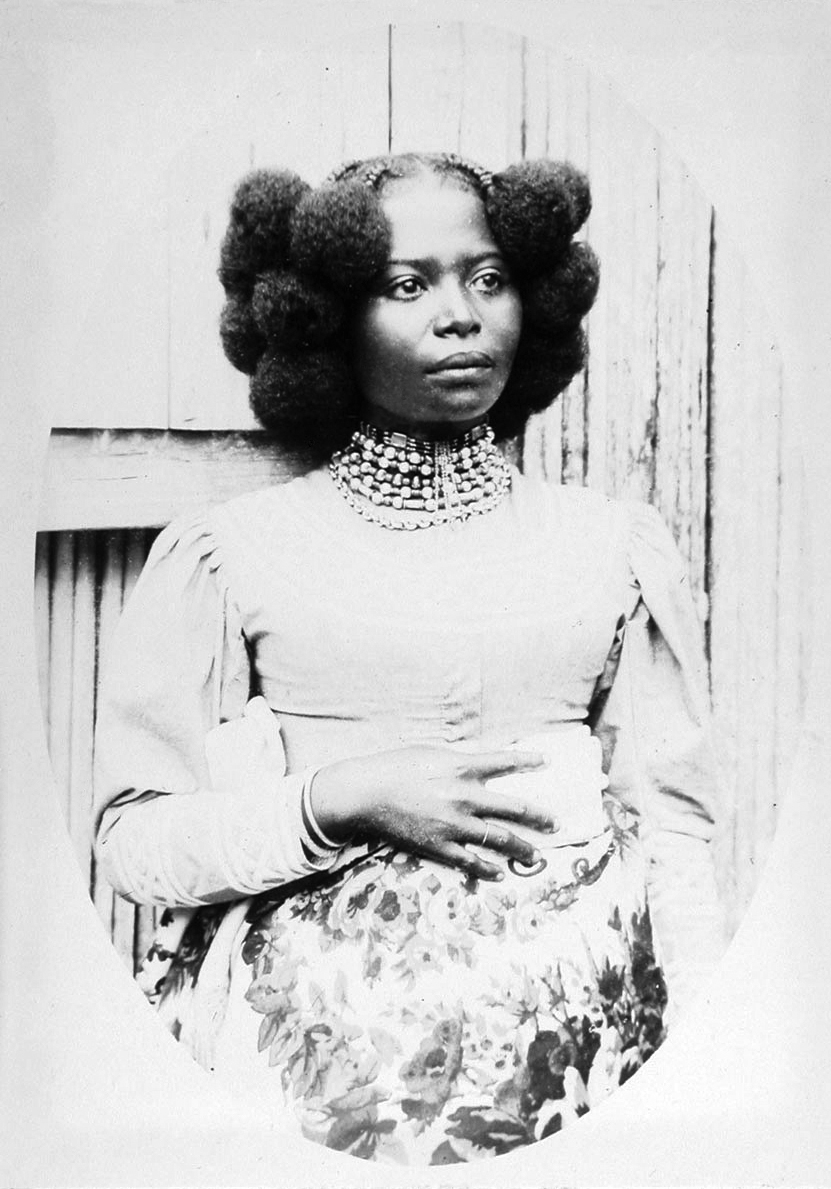
Femme de l'île de Nosy Be à Madagascar vers 1868.

Les cheveux crépus, associés aux populations noires africaines ou afro-américaines, ont souvent été invoqués dans les pratiques de discrimination raciale, d'hairism. En Afrique du Sud au temps de l'Apartheid, les services chargés de faire appliquer la ségrégation raciale utilisaient couramment le «test du crayon» : on plante un crayon (ou un peigne) dans les cheveux de la personne; s'il tombait, elle était supposée blanche, et s'il ne tombait pas, elle était supposée noire ou métisse.
Aux États-Unis, l'affaire judiciaire de Rogers vs. American Airlines ou l'histoire de DeAndre Arnold mettent en lumière des faits de hairism présents dans différentes strates de la société américaine. L'affaire Rogers vs. American Airlines souligne le fait que cette forme de discrimination pourrait jouer un rôle dans la sphère professionnelle, quant à celle de DeAndre Arnold celle-ci se manifeste dans le milieu scolaire.

## Législation
En 2019 le CROWN (Create a Respectful and Open Workplace for Natural Hair) Act (en) est voté en Californie afin d'interdire la discrimination basée sur la forme et la texture des cheveux. C'est la première loi de ce genre.